# Coupe intercontinentale de la FIFA
Pour les articles homonymes, voir Coupe intercontinentale (homonymie).
Ne pas confondre avec la Coupe intercontinentale.
La Coupe intercontinentale de la FIFA est une compétition annuelle de football s'adressant aux clubs de football masculin, organisée par la Fédération internationale de football association (FIFA). Les clubs champions continentaux des six confédérations de football participent à la compétition. Il s'agit des vainqueurs de la Ligue des champions de l'UEFA, de la Ligue des champions de la CAF, de la Ligue des champions de l'AFC, de la Coupe des champions de la CONCACAF, de la Ligue des champions de l'OFC et de la Copa Libertadores. Elle remplace l’ancienne version de la Coupe du monde des clubs suite au changement de format de cette dernière en 2025. La compétition attribue le titre annuel de champion du monde.

## Histoire
La compétition est créée après la refonte de la Coupe du monde des clubs de la FIFA, élargie à 32 clubs en 2025 et qui passe d'un rythme annuel à quadriennal, cela étant pour répondre selon la FIFA au « besoin exprimé par les confédérations à ce que les champions de leurs principales compétitions interclubs s'affrontent chaque année pour stimuler la compétitivité ».
Le nom, officiellement en langue française, et le format de la compétition sont officialisés le 17 décembre 2023 par le Conseil de la FIFA, et la première édition a lieu en 2024.

## Format
Le format de la compétition est le suivant :
- Une phase A comprenant deux tours :
  - Premier tour : le vainqueur de la Ligue des champions Élite de l'AFC ou de la Ligue des champions de la CAF (par rotation, sauf pour la première édition où un tirage au sort déterminera le club en question) affronte à domicile le vainqueur de la Ligue des Champions de l'OFC.
  - Deuxième tour : le vainqueur de la Ligue des champions Élite de l'AFC ou de la CAF n'ayant pas disputé le premier tour affronte à domicile le vainqueur du premier tour.
- Une phase B à un match unique où le vainqueur de la Coupe des champions de la CONCACAF affronte le vainqueur de la Copa Libertadores dans l'un des stades des deux clubs. L'équipe hôte est désignée par tirage au sort pour la première édition ; l'organisation est désignée par rotation entre CONMEBOL et CONCACAF pour les éditions suivantes.
- Une phase finale sur terrain neutre comportant :
  - Un match de barrage entre vainqueurs des phases A et B ;
  - La finale entre le vainqueur de la Ligue des champions de l'UEFA et le vainqueur du match de barrage.

Le 19 septembre 2024, la FIFA annonce que les différentes phases de la compétition seront aussi des trophées à part entière :
- le vainqueur de la phase A remporte la Coupe Afrique-Asie-Pacifique
- la vainqueur de la phase B remporte le Derby des Amériques
- le vainqueur du match de barrage entre le vainqueur de la Coupe Afrique-Asie-Pacifique et le vainqueur du Derby des Amériques remporte la Challenger Cup.

|  | Premier tour                       | Premier tour                              | Premier tour                                 | Premier tour                                 |                                            |   | Deuxième tour | Deuxième tour | Deuxième tour | Deuxième tour |  |  | Challenger Cup | Challenger Cup | Challenger Cup | Challenger Cup |  |  | Finale                               | Finale | Finale | Finale |
|  |                                    |                                           |                                              |                                              |                                            |   |               |               |               |               |  |  |                |                |                |                |  |  |                                      |        |        |        |
|  |                                    |                                           |                                              |                                              |                                            |   |               |               |               |               |  |  |                |                |                |                |  |  | Finale de la Coupe intercontinentale |        |        |        |
|  |                                    |                                           |                                              |                                              |                                            |   |               |               |               |               |  |  |                |                |                |                |  |  |                                      |        |        |        |
|  |                                    |                                           |                                              |                                              |                                            |   |               |               |               |               |  |  |                |                |                |                |  |  |                                      |        |        |        |
|  |                                    |                                           |                                              |                                              |                                            |   |               |               |               |               |  |  |                |                |                |                |  |  |                                      |        |        |        |
|  |                                    |                                           |                                              |                                              |                                            |   |               |               |               |               |  |  |                |                |                |                |  |  |                                      |        |        |        |
|  |                                    |                                           |                                              |                                              |                                            |   |               |               |               |               |  |  |                |                |                |                |  |  |                                      |        |        |        |
|  |                                    |                                           |                                              |                                              |                                            |   |               |               |               |               |  |  |                |                |                |                |  |  |                                      |        |        |        |
|  |                                    |                                           |                                              |                                              |                                            |   |               |               |               |               |  |  |                |                |                |                |  |  |                                      |        |        |        |
|  |                                    |                                           |                                              |                                              |                                            |   |               |               |               |               |  |  |                |                |                |                |  |  |                                      |        |        |        |
|  |                                    |                                           |                                              |                                              |                                            |   |               |               |               |               |  |  |                |                |                |                |  |  |                                      |        |        |        |
|  |                                    |                                           |                                              |                                              |                                            |   |               |               |               |               |  |  |                |                |                |                |  |  |                                      |        |        |        |
|  |                                    |                                           |                                              |                                              |                                            |   |               |               |               |               |  |  |                |                |                |                |  |  |                                      |        |        |        |
|  |                                    |                                           |                                              |                                              |                                            |   |               |               |               |               |  |  |                |                |                |                |  |  |                                      |        |        |        |
|  |                                    |                                           |                                              |                                              |                                            |   |               |               |               |               |  |  |                |                |                |                |  |  |                                      |        |        |        |
|  |                                    | Challenger Cup                            |                                              |                                              |                                            |   |               |               |               |               |  |  |                |                |                |                |  |  |                                      |        |        |        |
|  |                                    |                                           |                                              |                                              |                                            |   |               |               |               |               |  |  |                |                |                |                |  |  |                                      |        |        |        |
|  |                                    |                                           |                                              |                                              |                                            |   |               |               |               |               |  |  |                |                |                |                |  |  |                                      |        |        |        |
|  |                                    |                                           |                                              |                                              |                                            |   |               |               |               |               |  |  |                |                |                |                |  |  |                                      |        |        |        |
|  |                                    |                                           |                                              |                                              |                                            |   |               |               |               |               |  |  |                |                |                |                |  |  |                                      |        |        |        |
|  |                                    |                                           |                                              |                                              |                                            |   |               |               |               |               |  |  |                |                |                |                |  |  |                                      |        |        |        |
|  |                                    | Derby des Amériques                       |                                              |                                              |                                            |   |               |               |               |               |  |  |                |                |                |                |  |  |                                      |        |        |        |
|  |                                    |                                           |                                              |                                              |                                            |   |               |               |               |               |  |  |                |                |                |                |  |  |                                      |        |        |        |
|  | Représentant de l'UEFA             | Représentant de l'UEFA                    | -                                            | -                                            |                                            |   |               |               |               |               |  |  |                |                |                |                |  |  |                                      |        |        |        |
|  | Représentant de l'UEFA             | Représentant de l'UEFA                    | -                                            | -                                            |                                            |   |               |               |               |               |  |  |                |                |                |                |  |  |                                      |        |        |        |
|  |                                    |                                           | Vainqueur de la Challenger Cup               | Vainqueur de la Challenger Cup               | -                                          | - |               |               |               |               |  |  |                |                |                |                |  |  |                                      |        |        |        |
|  |                                    |                                           |                                              |                                              | -                                          | - |               |               |               |               |  |  |                |                |                |                |  |  |                                      |        |        |        |
|  |                                    |                                           |                                              |                                              |                                            |   |               |               |               |               |  |  |                |                |                |                |  |  |                                      |        |        |        |
|  |                                    |                                           |                                              |                                              |                                            |   |               |               |               |               |  |  |                |                |                |                |  |  |                                      |        |        |        |
|  | Représentant de la CONMEBOL        | Représentant de la CONMEBOL               | -                                            | -                                            |                                            |   |               |               |               |               |  |  |                |                |                |                |  |  |                                      |        |        |        |
|  | Représentant de la CONMEBOL        | Représentant de la CONMEBOL               | -                                            | -                                            |                                            |   |               |               |               |               |  |  |                |                |                |                |  |  |                                      |        |        |        |
|  |                                    |                                           | Représentant de la CONCACAF                  | Représentant de la CONCACAF                  | -                                          | - |               |               |               |               |  |  |                |                |                |                |  |  |                                      |        |        |        |
|  |                                    |                                           |                                              |                                              | -                                          | - |               |               |               |               |  |  |                |                |                |                |  |  |                                      |        |        |        |
|  |                                    | Finale de la Coupe Afrique-Asie-Pacifique |                                              |                                              |                                            |   |               |               |               |               |  |  |                |                |                |                |  |  |                                      |        |        |        |
|  |                                    |                                           |                                              |                                              |                                            |   |               |               |               |               |  |  |                |                |                |                |  |  |                                      |        |        |        |
|  | Vainqueur du Derby des Amériques   | Vainqueur du Derby des Amériques          | -                                            | -                                            |                                            |   |               |               |               |               |  |  |                |                |                |                |  |  |                                      |        |        |        |
|  | Vainqueur du Derby des Amériques   | Vainqueur du Derby des Amériques          | -                                            | -                                            |                                            |   |               |               |               |               |  |  |                |                |                |                |  |  |                                      |        |        |        |
|  |                                    |                                           | Vainqueur de la Coupe Afrique-Asie-Pacifique | Vainqueur de la Coupe Afrique-Asie-Pacifique | -                                          | - |               |               |               |               |  |  |                |                |                |                |  |  |                                      |        |        |        |
|  |                                    |                                           |                                              |                                              | -                                          | - |               |               |               |               |  |  |                |                |                |                |  |  |                                      |        |        |        |
|  |                                    |                                           |                                              |                                              |                                            |   |               |               |               |               |  |  |                |                |                |                |  |  |                                      |        |        |        |
|  |                                    |                                           |                                              |                                              |                                            |   |               |               |               |               |  |  |                |                |                |                |  |  |                                      |        |        |        |
|  | Vainqueur du barrage               | Vainqueur du barrage                      | -                                            | -                                            |                                            |   |               |               |               |               |  |  |                |                |                |                |  |  |                                      |        |        |        |
|  | Vainqueur du barrage               | Vainqueur du barrage                      | -                                            | -                                            | Barrage de la Coupe Afrique-Asie-Pacifique |   |               |               |               |               |  |  |                |                |                |                |  |  |                                      |        |        |        |
|  |                                    |                                           | Représentant de l'AFC ou de la CAF           | Représentant de l'AFC ou de la CAF           | -                                          | - |               |               |               |               |  |  |                |                |                |                |  |  |                                      |        |        |        |
|  | Représentant de l'AFC ou de la CAF | Représentant de l'AFC ou de la CAF        | Représentant de l'AFC ou de la CAF           | Représentant de l'AFC ou de la CAF           | -                                          | - | -             | -             |               |               |  |  |                |                |                |                |  |  |                                      |        |        |        |
|  | Représentant de l'AFC ou de la CAF | Représentant de l'AFC ou de la CAF        |                                              |                                              |                                            |   |               | -             |               |               |  |  |                |                |                |                |  |  |                                      |        |        |        |
|  | Représentant de l'OFC              | Représentant de l'OFC                     | -                                            | -                                            |                                            |   |               |               |               |               |  |  |                |                |                |                |  |  |                                      |        |        |        |
|  | Représentant de l'OFC              | Représentant de l'OFC                     | -                                            | -                                            |                                            |   |               |               |               |               |  |  |                |                |                |                |  |  |                                      |        |        |        |
|  |                                    |                                           |                                              |                                              |                                            |   |               |               |               |               |  |  |                |                |                |                |  |  |                                      |        |        |        |

## Trophées régionaux

### Derby des Amériques de la FIFA
Le Derby des Amériques de la FIFA (en anglais, FIFA Derby of the Americas) correspond au deuxième tour de la Coupe intercontinentale de la FIFA, dans laquelle se font face aux équipes championnes de la Copa Libertadores de la CONMEBOL et la Coupe des champions de la CONCACAF. Le vainqueur dispute la Coupe Challenger de la FIFA, contre le champion de la Coupe Afrique-Asie-Pacifique de la FIFA.
Le tenant du titre en 2024 est l'équipe mexicaine du CF Pachuca, après avoir gagné 3-0 contre les Brésiliens de Botafogo.
La compétition est annoncée lors de la promulgation de la FIFA du remplacement du format de la Coupe du monde des clubs de la FIFA élargie à 32 participants et repassant d'un rythme annuel à quadriennal.
La compétition succède à l'ancienne Copa Interamericana, qui faisait s'affronter les champions de la CONMEBOL et de la CONCACAF entre 1969 et 1998.

## Palmarès et statistiques

### Palmarès par édition
| Année | Hôte    | Vainqueur   | Score | Finaliste  |
| ----- | ------- | ----------- | ----- | ---------- |
| 2024  | Qatar   | Real Madrid | 3 - 0 | CF Pachuca |
| 2025  | À venir |             | -     |            |

### Palmarès des trophées régionaux
| Année | Challenger Cup | Derby des Amériques | Coupe Afrique-Asie-Pacifique |
| ----- | -------------- | ------------------- | ---------------------------- |
| 2024  | CF Pachuca     | CF Pachuca          | Al Ahly                      |
| 2025  |                |                     |                              |